# John Howard Lawson
Pour les articles homonymes, voir John Lawson et Lawson.
John Howard Lawson est un scénariste américain né le 25 septembre 1894 à New York, New York (États-Unis), décédé le 11 août 1977 à San Francisco (Californie).

## Biographie
Dans les années 1950, il fut une des victimes du maccarthysme et inscrit sur la liste noire du cinéma.

## Filmographie
- 1929 : Dynamite
- 1930 : Au large de Shanghaï (The Ship from Shanghai)
- 1930 : Cœurs impatients (Our Blushing Brides), de Harry Beaumont
- 1931 : Bachelor Apartment
- 1933 : Goodbye Love
- 1935 : Party Wire
- 1938 : Blocus
- 1938 : Casbah (Algiers)
- 1939 : They Shall Have Music
- 1940 : Earthbound
- 1940 : Four Sons
- 1943 : Convoi vers la Russie (Action in the North Atlantic)
- 1943 : Sahara
- 1945 : Counter-Attack
- 1947 : Une vie perdue (Smash-Up: The Story of a Woman)